# Hjertestarter 10 x Så Live
Hjertestarter 10 x Så Live er det tredje live-album fra den danske rockgruppe Nephew. Man kunne downloade sange fra cd'en i løbet af deres vinter- og forårs-tour på deres Hjertestarter Tour i 2013. Men albummet udkom i sin helhed først d. 12. april 2013 eksklusivt på iTunes, hvor det kun var muligt at gøre en begrænset periode efter på samme med måde som det var med deres første live-album, "USB DSB 10 x Så Live"
"Alt Er Hårdt" er optaget som det blev fremført til koncerterne under denne del af turen, altså inklusiv den forlængede intro.
"Fem Rum" er optaget akustisk i et baglokale inden koncerten i Musikteatret, Holstebro d. 23. februar 2013, hvor også Christian Hjelm, opvarmningsnavnet til koncerten, synger med.
Bandet udtalte selv, at baggrunden for denne udgivelse var "at fange den magi, intensitet, livsglæde og dødsangst, som opstår i et lokale mellem os og nogle hundrede mennesker."

## Spor
1. "Hjertestarter" (Live, Harboøre)
2. "Klokken 25" (Live, Odense)
3. "Alt Er Hårdt" (med intro) (Live, Aarhus)
4. "Åh Gud" (Jeg Håber Du Holder Øje Med Mig (Live, Tversted)
5. "Tak Du" (Live, Aarhus)
6. "Gå Med Dig" (Live, Kolding)
7. "De Satans Hæmninger" (Live, Sønderborg)
8. "Søndagsbange" (Live, Holstebro)
9. "Alt Er Synd" (Live, Viborg)
10. "Fem Rum" (feat. Christian Hjelm) (Live, Holstebro)